# Triple Crown (automobilismo)
Nell'ambito dell'automobilismo la Triple Crown (in italiano Tripla corona) è un riconoscimento non ufficiale, ma puramente statistico, assegnato al pilota che nella carriera agonistica ha vinto il Gran Premio di Monaco, la 500 Miglia di Indianapolis e la 24 Ore di Le Mans.
Finora l'unico pilota ad esserci riuscito è Graham Hill, che ha vinto cinque edizioni del Gran Premio di Monaco (1963, 1964, 1965, 1968 e 1969), oltre a due titoli mondiali di F1 nel 1962 con la BRM e nel 1968 con la Lotus, la 500 Miglia di Indianapolis nel 1966 e la 24 Ore di Le Mans nel 1972.

## Storia
La sessione delle prove di qualificazione per il GP di Monaco si sovrappone spesso a quella della 500 Miglia di Indianapolis e a volte le 2 gare vengono disputate nello stesso giorno. Inoltre le due gare hanno luogo sui lati opposti dell'Oceano Atlantico, fanno parte di campionati diversi, e per un pilota è difficile competere in entrambe le corse in un'unica stagione sportiva.
Alcuni appassionati americani hanno proposto di inserire la Daytona 500, considerata la corsa più prestigiosa della Sprint Cup Series, in luogo del GP di Monaco o della 24 Ore di Le Mans. A queste condizioni anche i piloti A. J. Foyt e Mario Andretti potrebbero fregiarsi della Tripla Corona dei vincitori.
Una variante include chi riesce a vincere la Indy 500, il campionato Champ Car (noto fino al 2003 come CART) e titolo di Formula 1, impresa già compiuta in passato da Mario Andretti, Emerson Fittipaldi, e Jacques Villeneuve, nessuno dei quali ha però vinto il Gran Premio di Monaco. Villeneuve ha disputato la 24 Ore di Le Mans terminato al secondo posto nell'edizione del 2008, una eventuale vittoria gli avrebbe permesso di completare la Tripla Corona nella variante che vede la vittoria del campionato mondiale di Formula 1 al posto della vittoria nel GP di Monaco. Nigel Mansell aveva dominato il Gran Premio di Monaco del 1992 e condotto in testa la Indy 500 del 1993, ma tuttavia le ha terminate rispettivamente al 2º e al 3º posto finale, pur vincendo i titoli F1 e CART. Mario Andretti ha invece sfiorato in varie edizioni la vittoria a Le Mans.
Gli unici piloti ancora in attività che potrebbero in teoria completare la Tripla Corona, avendo già vinto due prove, sono: Juan Pablo Montoya (che attualmente corre in Indycar series) e Fernando Alonso.  Alonso, dopo aver conquistato la seconda prova vincendo la 24 ore di Le Mans nel 2018 e nel 2019, sta effettivamente tentando di completare il titolo partecipando alla 500 miglia di Indianapolis (vi ha partecipato 3 volte: nel 2017, con una gara altalenante che riuscì perfino a condurre, conclusa con un ritiro al 179º giro, nel 2019, non qualificandosi, e nel 2020, concludendo in 22ª posizione).
Per quanto riguarda le corse di tipo Endurance, esiste una propria Tripla Corona che comprende le vittorie a Le Mans, alla 24 Ore di Daytona e alla 12 Ore di Sebring, impresa riuscita ad: A. J. Foyt, Hans Herrmann, Jackie Oliver, Jacky Ickx, Al Holbert, Hurley Haywood, Mauro Baldi, Andy Wallace, Marco Werner e Timo Bernhard.

## Elenco dei vincitori della Tripla Corona
| Pilota      | 500 Miglia di Indianapolis | 24 Ore di Le Mans | Gran Premio di Monaco        | Campionato Mondiale di Formula 1                                             |
| ----------- | -------------------------- | ----------------- | ---------------------------- | ---------------------------------------------------------------------------- |
| Graham Hill | 1966                       | 1972              | 1963, 1964, 1965, 1968, 1969 | Campionato Mondiale di Formula 1 1962, Campionato Mondiale di Formula 1 1968 |

I piloti elencati di seguito hanno vinto due delle tre tappe per entrambe le versioni della Tripla Corona.
| Pilota              | 500 Miglia di Indianapolis | 24 Ore di Le Mans | Gran Premio di Monaco | campionato mondiale di Formula 1 |
| ------------------- | -------------------------- | ----------------- | --------------------- | -------------------------------- |
| Tazio Nuvolari      | —                          | 1933              | 1932                  | N.D.                             |
| Maurice Trintignant | —                          | 1954              | 1955, 1958            | —                                |
| Mike Hawthorn       | —                          | 1955              | —                     | 1958                             |
| Phil Hill           | —                          | 1958, 1961, 1962  | —                     | 1961                             |
| A. J. Foyt          | 1961, 1964, 1967, 1977     | 1967              | —                     | —                                |
| Bruce McLaren       | —                          | 1966              | 1962                  | —                                |
| Jim Clark           | 1965                       | —                 | —                     | 1963, 1965                       |
| Jochen Rindt        | —                          | 1965              | 1970                  | 1970                             |
| Mario Andretti      | 1969                       | —                 | —                     | 1978                             |
| Emerson Fittipaldi  | 1989, 1993                 | —                 | —                     | 1972, 1974                       |
| Jacques Villeneuve  | 1995                       | —                 | —                     | 1997                             |
| Juan Pablo Montoya  | 2000, 2015                 | —                 | 2003                  | —                                |
| Fernando Alonso     | —                          | 2018, 2019        | 2006, 2007            | 2005, 2006                       |

Legenda: i conducenti attivi sono evidenziati in grassetto.